# Das Blaue Zimmer

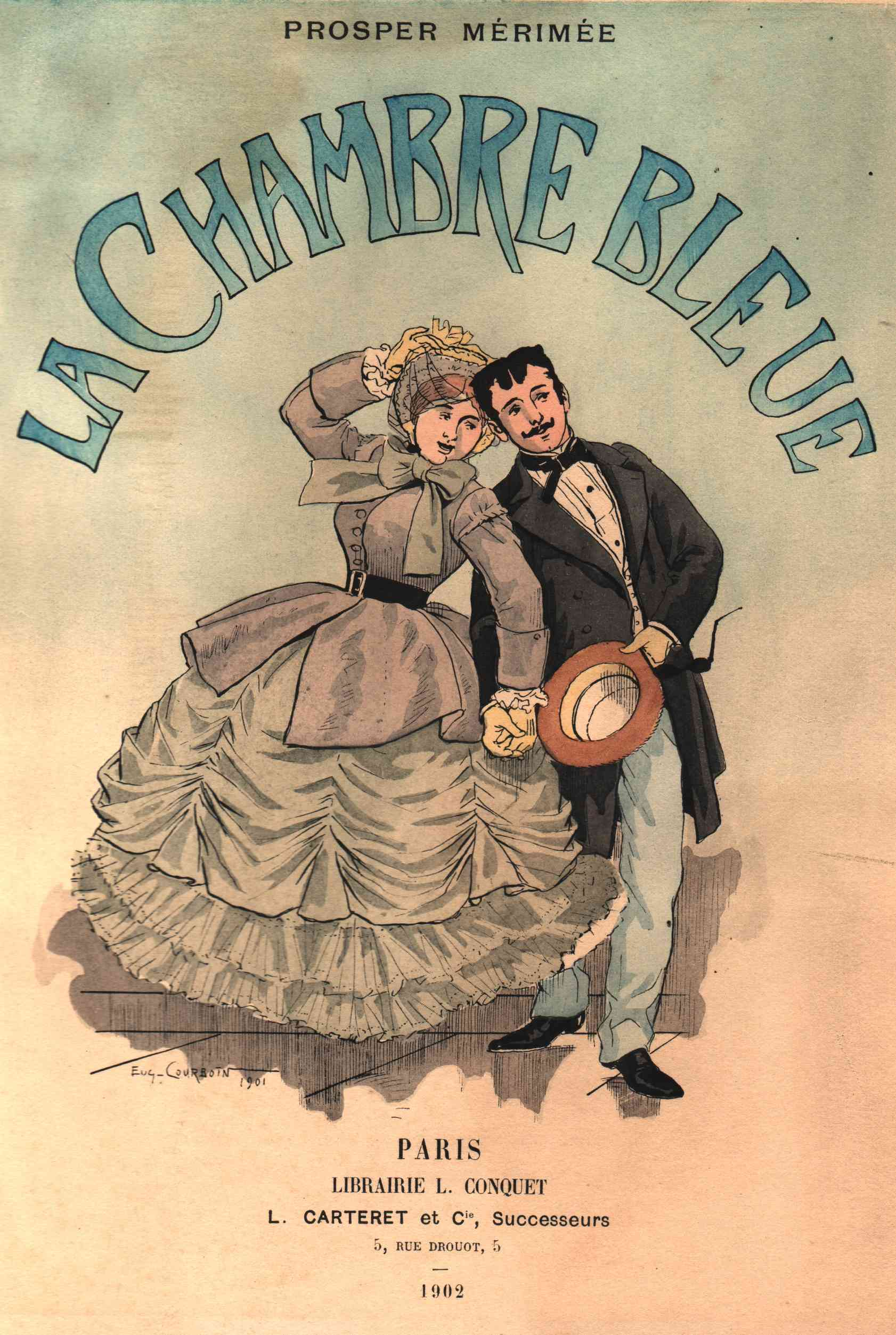
Eugène Courboin anno 1902:
Das Blaue Zimmer

Das Blaue Zimmer (frz. La Chambre bleue) ist eine Novelle des französischen Schriftstellers Prosper Mérimée aus dem Jahr 1866. Der missglückte Ausflug eines verliebten Paares in ein Hotel an den Rand der großen Stadt endet doch noch glücklich.

## Handlung
In Paris nimmt Leo mit seiner Freundin den Zug nach N***. Dort, in der Nähe der Seine-Metropole, wollen die beiden Verliebten in einem preiswerten Hotel übernachten. „Wir sind allein!“ jubelt die junge Frau im Abteil. Prompt steigt ein Herr zu. Man wechselt in dem Liebesgeflüster von Französisch auf Englisch. Der Mitreisende stellt sofort klar, er sei Engländer. Darauf vertieft er sich – bis zum Bahnhof von N*** – in seine Griechisch-Lektüre.
In dem einzigen Hotel von N*** bekommt das Liebespaar das Blaue Zimmer. Es gilt als das beste im Hause und hat seinen Namen nach zwei mit Utrechter Samt bespannten Sesseln am Kamin. Allerdings übernachtet der Engländer im Nachbarzimmer. Leo sichert die Doppeltür zu dem Briten. Penetranter Lärm kommt jedoch aus der entgegengesetzten Richtung und wird laut Auskunft des Wirtes von einem Kameradschaftsabend der Herren Offiziere des in N*** stationierten dritten Husarenregiments verursacht.
Die glückselige Zweisamkeit des Paares wird durch die lauten Anzüglichkeiten der reitenden Jäger empfindlich gestört. Peinlich – jedes Wort der gepfefferten Histörchen samt Gelächter dringt durch die Wand.
Der Engländer vis-à-vis bestellt die erste Flasche Portwein. Den führt das französische Hotel nicht. Der erfinderische Wirt kreiert so etwas wie einen Ersatz aus Fruchtschnaps und Kognak. Leo verflucht das Hotel als Spelunke, doch seine Geliebte wähnt sich im Paradies. Nicht nur die Husaren stören. Im Nachbarzimmer ruft der Engländer: „Kellner, noch eine Flasche von demselben Portwein!“ Und später dann vernimmt Leo aus dem Zimmer des Briten ein „befremdliches Gekrach, dem ein erstickter Schrei“ folgt. Nach einer Weile rinnt auf dem Parkett etwas unter der Doppeltür aus dem Zimmer des Engländers hervor, das der entsetzte Leo im Schimmer des Lichtes einer Kerze für Blut hält. Leo verheimlicht zunächst der Geliebten den „Mord“; stört nicht ihren süßen Nachtschlaf. Als die junge Frau schließlich morgens erwacht, im Bilde ist und an einer passenden Reaktion miträtselt, bleibt den beiden nur die Flucht. Leo bezahlt beim Wirt und will mit seiner Begleitung den Morgenzug nach Paris nehmen. Im Gespräch mit dem famosen Gastronom stellt sich heraus, der Engländer hat in der Nacht seine zweite Flasche „Portwein“ umgestoßen.
Daraufhin bleibt das Paar noch bis nach dem Mittagstisch.

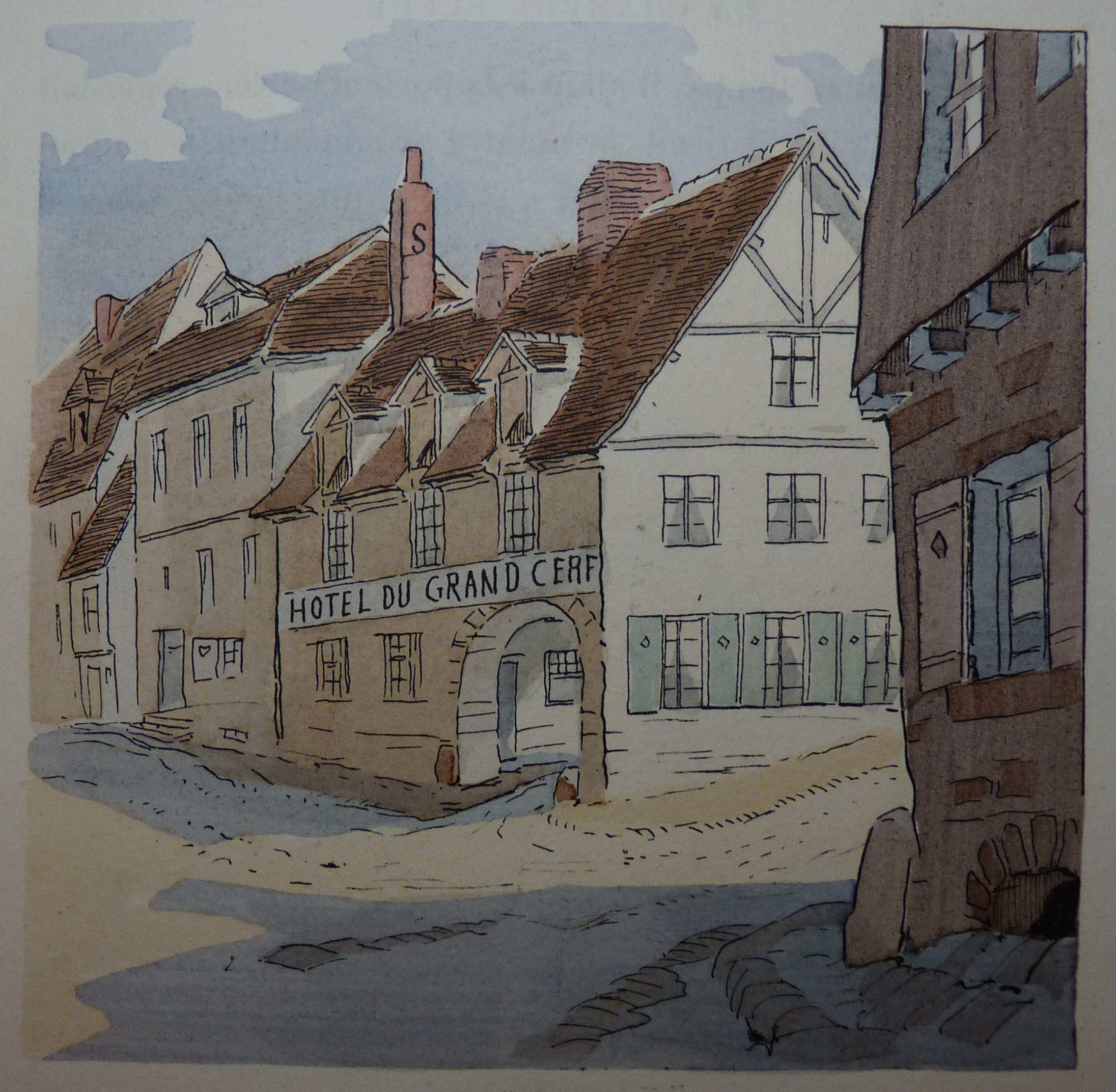
Eugène Courboin anno 1902:
Illustration zu Das Blaue Zimmer

## Zitat
- „In Frankreich schließen die Türen schlecht.“[1]

## Ausgaben
- La Chambre bleue. 1871 (Wikisource)

### Verwendete Ausgabe
- Das Blaue Zimmer. S. 378–395 in Prosper Mérimée: Auserlesene Novellen (enthält noch: Tamango. Federigo. Die etruskische Vase. Colomba. Carmen. Die Venus von Ille. Das Gäßchen der Madama Lucrezia). Übersetzer: Helmut Bartuschek (1951). Mit einer Einleitung von Herbert Kühn. Dieterich’sche Verlagsbuchhandlung zu Leipzig 1965 (5. Aufl., Lizenz Rudolf Marx). 398 Seiten